# Valentina Tichomirovová
Valentina Tichomirovová (rusky Валентина Николаевна Тихомирова) (* 28. června 1941) je bývalá sovětská atletka, vícebojařka.
Na přelomu 60. a 70. let 20. století patřila mezi světovou špičku v atletickém pětiboji. V této disciplíně zvítězila na mistrovství Evropy v Budapešti v roce 1966, na olympiádě v Mexiku o dva roky později skončila čtvrtá. Stejného umístění dosáhla na evropském šampionátu v Athénách v roce 1969. Na mistrovství Evropy v roce 1971 i na olympiádě v následující sezóně skončila v pětiboji pátá. Celkem pětkrát zlepšila sovětský rekord v pětiboji, nejlépe na 4754 bodů v roce 1973.